# Ceylan aux Jeux olympiques d'été de 1972
Le Ceylan participe aux Jeux olympiques d'été de 1972 à Munich en Allemagne du 26 août au 11 septembre 1972. Il s'agit de sa 7e participation à des Jeux olympiques d'été.

## Compétitions

### Athlétisme
| Sunil Gunawardene         | 100 m    | 11 min 0 s    | 6e  | Non qualifié | Non qualifié | Non qualifié | Non qualifié | Non qualifié | Non qualifié |              |              |              |              |
| Wickremasinghe Wimaladasa | 400 m    | 46 min 62 s   | 4e  | 46 min 50 s  | 6e           | Non qualifié | Non qualifié | Non qualifié | Non qualifié |              |              |              |              |
| Lucien Rosa               | 10 000 m | 30 min 20 s 2 | 16e | NC           | NC           | NC           | NC           | Non qualifié | Non qualifié | Non qualifié | Non qualifié | Non qualifié | Non qualifié |

### Tir sportif
| Athlète                          | Épreuve                   | Résultat | Résultat |
| Athlète                          | Épreuve                   | Points   | Rang     |
| -------------------------------- | ------------------------- | -------- | -------- |
| Daya Rajasinghe Nadarajasingham, | Carabine position couchée | 587      | 65e      |